# Strychnos mellodora
Strychnos mellodora är en tvåhjärtbladig växtart som beskrevs av S Moore. Strychnos mellodora ingår i släktet Strychnos och familjen Loganiaceae. Inga underarter finns listade i Catalogue of Life.